# André Cusaco
André Cusaco (nascido Andrew Cusack na Irlanda) foi um administrador colonial a serviço de Portugal.

## Biografia
Recebeu patente, do governador-geral das capitanias do Sul, D. João de Lencastre, de modo a poder substituir o governador do Rio de Janeiro, Antônio Pais de Sande. Diziam que Sande faleceu no sertão mas a verdade é que, em meio dos preparativos, inutilizou-se por um insulto apoplético, ficando com a parte da língua e cérebro paralisados e morreu na cidade do Rio em 22 de fevereiro de 1695.
A patente teve data de 29 de agosto de 1694: «Faço saber (etc.) porquanto o Senado da câmara da cidade de São Sebastião do Rio de Janeiro me deu conta por sua carta escrita a 3 do presente mês de agosto haver dado um estupor ao governador daquela Capitania, remetendo-me certidão jurada dos médicos pela qual consta que havendo-lhe o dito estupor tomado toda parte direita e principalmente a língua e o cérebro, por cuja causa não podia explicar nem usar o entendimento impedido, e que pela qualidade da doença como pela sua muita idade julgaram que ainda que não morresse nunca tornaria a seu antigo ser e perfeito de ações, o que tudo neste dito Senado me representou para mandar neste caso o que me pareceu resolver, e como ao servo de Sua Majestade, a quem Deus guarde, e a suma importância de se acudir prontamente ao perigo em que aquela pça fica privada do dito governador, (etc) Hei por bem nomear o mestre-de-campo André Cusaco, professo na Ordem de Cristo, (etc.)
Na ausência dos governadores, o rei fazia governarem os mestres-de-campo das praças suplentes. O do Rio, Martim Vasques, estava ausente na côrte - por isso Lencastre mandou o da Bahia. Mas o Rei designará Sebastião de Castro Caldas por provisão de 27 de novembro de 1694.
Cusaco tomou posse em 7 de outubro de 1694 como governador interino das capitanias reunidas do Rio de Janeiro, São Paulo (e Minas Gerais em criação) que governará até 18 de abril de 1695. 
Em 3 de janeiro de 1695 foi escrita a Carta Real em que o rei lhe ordena que se recolhesse ao comando do seu Terço na Bahia, de onde não convinha estar ausente, e entregar o Rio a Sebastião de Castro Caldas, a quem Sua Majestade já escrevera em 27 de novembro de 1694 para que, antes de entrar no governo da Capitania da Paraíba, do qual estava provido, viesse a ficar no Rio a governar na ausência de Sande que iria sair para o sertão. «O governador-geral do Brasil D. João de Lencastre me deu conta em carta de 3 de agosto do passado de que vos havia encarregado o governo do Rio de Janeiro, enquanto durava a ausência do Governador dela, Antônio Pais de Sande, para o qual ficáveis de partida e por se considerar ser mui necessário ao serviço que assistais no vosso Terço, fui servido resolver que Sebastião de Castro Caldas, a quem tenho feito mercê de capitão-mor da Paraíba, antes que tome posse dela, passe a essa capitania e sirva em vosso lugar o governo dela, enquanto se detiver Antônio Pais de Sande na diligência que encomendei de averiguação das minas de São Paulo, como vos há de constar da ordem que se vos ha de apresentar; e achando-se exercitando esta ocupação vos ordeno como por esta o faço, lhe façais entrega dela, e deis posse ao dito Sebastião de Castro Caldas com as cerimônias, que em atos tais se costuma, tomando-lhe o preito e homenagem, e juramento costumado, segundo o uso e costume destes reinos, de que tudo se fará assento, em que ambos assineis, com as notas que julgardes convenientes a meu serviço; e vos hei por desobrigado da homenagem, que pelo dito governo tiverdes feito e vos mando que vos recolhais para a cidade da Bahia para vosso Terço.